# Billy Besson
Billy Besson (Papeete, Polinesia Francesa, 8 de marzo de 1981) es un deportista francés que compite en vela en las clases Tornado y Nacra 17.
Ganó cuatro medallas de oro en el Campeonato Mundial de Nacra 17 entre los años 2013 y 2016, y una medalla de bronce en el Campeonato Europeo de Nacra 17 de 2014. Además, obtuvo una medalla de bronce en el Campeonato Europeo de Tornado de 2008.
Participó en los Juegos Olímpicos de Río de Janeiro 2016, ocupando el sexto lugar en la clase Nacra 17.

## Palmarés internacional
| Campeonato Europeo | Campeonato Europeo | Campeonato Europeo | Campeonato Europeo |
| Año                | Lugar              | Medalla            | Clase              |
| ------------------ | ------------------ | ------------------ | ------------------ |
| 2008               | Salónica (Grecia)  | Medalla de bronce  | Tornado            |

| Campeonato Mundial | Campeonato Mundial          | Campeonato Mundial | Campeonato Mundial |
| Año                | Lugar                       | Medalla            | Clase              |
| ------------------ | --------------------------- | ------------------ | ------------------ |
| 2013               | La Haya (Países Bajos)      | Medalla de oro     | Nacra 17           |
| 2014               | Santander (España)          | Medalla de oro     | Nacra 17           |
| 2015               | Aarhus (Dinamarca)          | Medalla de oro     | Nacra 17           |
| 2016               | Clearwater (Estados Unidos) | Medalla de oro     | Nacra 17           |
| Campeonato Europeo |                             |                    |                    |
| Año                | Lugar                       | Medalla            | Clase              |
| 2014               | La Grande-Motte (Francia)   | Medalla de bronce  | Nacra 17           |